# Stora Vilången
Stora Vilången är en sjö i Kristinehamns kommun och Storfors kommun i Värmland och ingår i Göta älvs huvudavrinningsområde. Sjön är 11,5 meter djup, har en yta på 2,74 kvadratkilometer och befinner sig 126 meter över havet. Sjön avvattnas av vattendraget Övrekvarnsälven.

## Delavrinningsområde
Stora Vilången ingår i det delavrinningsområde (658261-141041) som SMHI kallar för Utloppet av Stora Vilången. Medelhöjden är 139 meter över havet och ytan är 15,17 kvadratkilometer. Det finns inga avrinningsområden uppströms utan avrinningsområdet är högsta punkten. Övrekvarnsälven som avvattnar avrinningsområdet har biflödesordning 3, vilket innebär att vattnet flödar genom totalt 3 vattendrag innan det når havet efter 258 kilometer. Avrinningsområdet består mestadels av skog (67 procent). Avrinningsområdet har 3,37 kvadratkilometer vattenytor vilket ger det en sjöprocent på 22,2 procent.